# Francisco Serrano (triatleta)
Francisco Serrano Plowells (Monterrey, 4 de maio de 1980) é um triatleta profissional mexicana.

Francisco Serrano representou seu país nas Olimpíadas de 2008 ficando em 44º.